# Reto Kobach
Reto Kobach (* 13. April 1980 in Luzern) ist ein ehemaliger Schweizer Eishockeyspieler und derzeitiger -trainer, der im Verlauf seiner aktiven Karriere zwischen 1998 und 2020 über 750 Spiele für den HC Ambrì-Piotta, den SC Bern und den EV Zug in der Schweizer National League A (NLA) auf der Position des Verteidigers bestritten hat.

## Karriere
Reto Kobach begann seine Karriere im Nachwuchs des EV Zug, bevor er in der Saison 1998/99 sein Debüt in der Profimannschaft gab. Nach 154 Spielen mit sechs Toren und neun Assists wechselte er 2002 zum HC Ambrì-Piotta, bei dem er bis 2006 blieb, 170 Spiele bestritt und 40 Punkte erzielte, davon zwölf Tore und 28 Assists.
Von 2006 bis November 2008 spielte er für den SC Bern, wo er in 90 Einsätzen auf acht Assists kam; für den Rest der Saison 2008/09 wurde er an die SCL Tigers ausgeliehen, für die er 33 Spiele bestritt. Am Ende der Leihe im Jahr 2009 kehrte er in den Kanton Tessin zurück, erneut zum HC Ambrì-Piotta.
Nach über 250 Einsätzen in sechs Spielzeiten verliess Kobach den HCAP im Jahr 2015 und wechselte zum EHC Olten in die National League B. Zuletzt spielte er für den EHC Winterthur, wo er 2019 seinen Rücktritt bekannt gab. Anschliessend war er Assistenztrainer beim EHCW. Zur Saison 2022/23 wurde Kobach Ausbildungschef beim EHC St. Moritz und wird den Verein zum Saisonende 2024/25 verlassen.

### International
Für die Schweizer Nationalmannschaften kam er zwischen 1998 und 2004 bei drei grossen Turnieren zum Einsatz: Mit der U18-Auswahl spielte er an der U18-Europameisterschaft 1998 (Platz 5) und mit der U20-«Nati» an der U20-Weltmeisterschaft 2000 (Platz 6). Zwischen 2003 und 2006 absolvierte er 29 Länderspiele für die A-Nationalmannschaft, darunter zwei Spiele an der Weltmeisterschaft 2004 in Prag.

## Erfolge und Auszeichnungen
- 2007 Schweizer Vizemeister mit dem SC Bern

## Karrierestatistik

### International
Kobach vertrat die Schweiz bei:
- U18-Junioren-Europameisterschaft 1998
- U20-Junioren-Weltmeisterschaft 2000
- Weltmeisterschaft 2004

(Legende zur Spielerstatistik: Sp oder GP = absolvierte Spiele; T oder G = erzielte Tore; V oder A = erzielte Assists; Pkt oder Pts = erzielte Scorerpunkte; SM oder PIM = erhaltene Strafminuten; +/− = Plus/Minus-Bilanz; PP = erzielte Überzahltore; SH = erzielte Unterzahltore; GW = erzielte Siegtore; 1 Play-downs/Relegation; Kursiv: Statistik nicht vollständig)